# Code de Vava'u
Le Code de Vava'u fut proclamé à Vava'u, aux Tonga en 1841, par le tu'i Tonga (roi) George Tupou Ier. Il contient les premières lois écrites du royaume, et constitua les fondements de la première constitution du pays.
George Tupou Ier régnait avec le soutien de missionnaires méthodistes, religion à laquelle il s’était converti. Ses croyances religieuses influencèrent fortement le Code de Vava’u. Celui-ci instaura certains droits de l’homme fondamentaux, et limita le pouvoir exercé par les chefs à l’encontre de leurs sujets. Ils ne possédaient plus le droit de vie ou de mort sur eux, et ne pouvaient plus saisir leurs productions agricoles. De plus, un chef pouvait maintenant être traîné devant un tribunal comme tout Tongien.
En outre, le Code interdit des festivités traditionnelles perçues par les missionnaires comme autant d’incitations à la débauche sexuelle. Le Code interdit également la circoncision, le tatouage et la consommation d’alcool. Le dimanche devint un jour férié obligatoire, afin d’inciter les Tongiens à vénérer le Dieu chrétien.
Le Code de Vava’u fut ensuite amendé et complété par d’autres lois, dont un deuxième Code en 1850 qui interdit la vente de terres aux étrangers et fit de Tupou le dirigeant suprême des Tonga.

## Source
- HUFFER, Elise, Grands Hommes et Petites Îles: La Politique Extérieure de Fidji, de Tonga et du Vanuatu, Paris: Orstom, 1993,  (ISBN 2-7099-1125-6)